# Jan Kees Haalebos
Jan Kees Haalebos (Hilversum, 12 juli 1942 – Nijmegen, 6 maart 2001) was een Nederlands provinciaal-Romeins archeoloog, klassiek filoloog en universitair docent.

## Leven en werken tot doctoraat
Jan Kees Haalebos werd op 12 juli 1942 in Hilversum geboren als zoon van een pianoleraar en kinderboekenillustrator. Hij groeide vanaf 1947 op in Heiloo. Hij bezocht het Murmellius Gymnasium in Alkmaar. Reeds in deze tijd toonde Jan Kees Haalebos grote belangstelling voor de oude overblijfselen in zijn omgeving. Hij richtte de Vereniging voor Historisch Onderzoek in Noord-Holland op en besteedde zijn vrije tijd aan archeologische verkenningen en waarnemingen. In 1959, op zeventienjarige leeftijd, publiceerde hij, over een archeologisch onderwerp in het archeologisch tijdschrift Westerheem. Na zijn militaire dienst begon hij in het wintersemester van 1963 aan een studie archeologie en klassieke filologie aan de Universiteit van Amsterdam. Daar ontmoette hij Annigje Westra, met wie hij in 1970 trouwde en met wie hij drie dochters kreeg, Chaia, Sanne en Merit. Tussen 1969 en 1970 studeerde hij aan de Universiteit van Bonn bij o.a. Géza Alföldy (Latijnse epigrafie) en Harald von Petrikovits (provincial-Romeinse archeologie). In deze periode heeft hij ook goede en blijvende contacten gelegd met het Rheinisches Landesmuseum Bonn. Na zijn terugkeer in Amsterdam werd hij onderzoeksassistent van Willem Glasbergen, onder wie hij een bepalende rol speelde bij de opgravingen in het Romeinse hulpfort Nigrum Pullum (1969-1972). Hij promoveerde in 1973 summa cum laude op een proefschrift over dit onderwerp.

## Werk tot aan zijn dood
In 1970 al was Haalebos onderzoeksassistent geworden van Jules Bogaers aan de Katholieke Universiteit Nijmegen, nu Radboud Universiteit. Met hem voerde hij talrijke provinciaal-Romeinse opgravingen uit Nijmegen (zie hieronder), Woerden en Alphen aan den Rijn. Hij werd door de universiteit benoemd tot universitair hoofddocent. Nadat Bogaers in 1991 met pensioen ging, nam hij zijn leerstoel over, aanvankelijk alleen als universitair hoofddocent vanwege bezuinigingen en daarna, vanaf 1995 als gewoon hoogleraar. Onder deze moeilijke omstandigheden voerde Haalebos de langste en meest uitgebreide opgraving op de Hunerberg. In totaal werd een gebied van 3,5 hectare onderzocht, waarop het legioenkamp van de Legio X Gemina en hun kampdorp zich bevonden. Tot 1997 heeft hij honderden veldtekeningen verwerkt en duizenden vondsten geïnventariseerd. De belangrijkste opgravingsresultaten werden regelmatig gepubliceerd in het tijdschrift Numaga.
Als hoogleraar creëerde hij vier assistentschappen voor doctoraalstudenten en wist hij als toegewijde vertegenwoordiger van zijn vak medewerkers studenten te motiveren. Bovendien slaagde hij er ook in, met zijn welsprekende en enthousiaste manier van doen, een breder publiek warm te maken voor de belangen van de archeologie. Zo werd hij op 11 mei 1984, op verzoek van Architect Latief Perotti - Voorzitter van de Stichting Forum Romanum Albanianum te Alphen aan den Rijn, Adviseur van deze Stichting. In zijn installatie-toespraak in aanwezigheid van H.K.H. Prinses Margriet der Nederlanden, wees Haalebos op  de Gemeentelijke verantwoordelijkheid tot exploratie en beheer van zoveel Romeinse artefacten op deze lokatie. Voor met name ad-hoc vondsten dienen daartoe fondsen aangelegd te worden. Centraal in zijn werk stonden de Romeinse vindplaatsen van Nijmegen, het oude Ulpia Noviomagus Batavorum en de garnizoensplaatsen op de Hunerberg en het Kops Plateau. Omdat de oprichting van een aparte archeologische dienst door de stad Nijmegen betekende dat er voor de universiteit ter plaatse geen verder onderzoek mogelijk was, wijdde hij zich vanaf 1999 aan Romeinse militaire kampen in Roemenië, waar hij met geofysische methoden de plattegrond van het fort Tihau vaststelde. Aangemoedigd door het succes vatte hij het plan op om verdere Roemeense forten op deze manier te onderzoeken, aangezien hij hun vernietiging verwachtte door een komende intensivering van de landbouw. In 2000 volgde het fort Romita. In eigen land wijdde hij zich aan onderzoek naar de Romeinse grensversterkingen in West-Nederland. In 1999 slaagde hij erin het definitieve bewijs te leveren van de Romeinse forten Albaniana en Laurium.

## Dood en gevolgen voor de provinciaal-Romeinse archeologie in Nijmegen
Op 7 maart 2001 werd Jan Kees Haalebos, op slechts 58-jarige leeftijd en op het hoogtepunt van zijn creatieve carrière plotseling en onverwacht uit het leven weggerukt. Vele projecten werden niet voltooid of konden niet meer worden opgestart. Ook zijn geplande deelname aan een omvangrijk historisch werk over Nijmegen kwam niet meer van de grond. Na zijn dood werd de leerstoel voor Provinciaal-Romeinse Archeologie aan de Radboud Universiteit tot 2008 bekleed door Michael Erdrich en daarna opgeheven. In het Centrum van Alphen aan den Rijn, waar Jan Kees Haalebos zijn onderzoeken naar het Romeinse verleden van Alphen aan den Rijn uitvoerde, werd ter nagedachtenis aan een belangrijk wetenschapper voor deze Gemeente in 2005 een monument opgericht. De brug over het "omloopkanaal" rondom het voormalige door Haalebos ontdekte Castellum Albaniana, is naar hem vernoemd. In grote roestvrij stalen letters herinnert de Prof.Dr.J.K. Haalebosbrug aan de wetenschapper en Provinciaal Romeinse Archeoloog, die Alphen aan den Rijn definitief haar Romeinse identiteit terug gaf.  

## Publicaties (selectie)
- met Jules Bogaers: Een Schildknop uit Zwammerdam - Nigrum Pullum, acc. Alphen (Z.-H.), Helinium, 10 (1970), nr. 3, blz. 242-249.
- met Johan Hendrik Frederik Bloemers: Roman pottery finds in Heerlen, Province of Limburg. Berichten van de Rijksdienst voor het oudheidkundig bodemonderzoek = Proceedings of the State Service for Archeological Investigations in the Netherlands, 23 (1973), S. 259–272.
- met Jules Bogaers: Problemen rond het Kops Plateau. Oudheidkundige Mededelingen uit het Rijksmuseum van Oudheden te Leiden 56 (1975), p. 127-178.
- met Jules Bogaers: Die Nijmegener Legionslager seit 70 nach Christus, Dorothea Haupt und Heinz Günter Horn (Red.): Studien zu den Militärgrenzen Roms II. Vorträge des 10. internationalen Limeskongresses in der Germania Inferior Rheinland-Verlag, Köln 1977, ISBN 3-7927-0270-3, S. 93–108
- Zwammerdam - Nigrum Pullum. Ein Auxiliarkastell am Niedergermanischen Limes. Universiteit van Amsterdam, Subfaculteit der Pre- en Protohistorie, Amsterdam 1977.
- met Jules Bogaers: Aan de grens van Ulpia Noviomagus. Opgravingen in Nijmegen-West (Bronsgeeststraat, Dijkstraat, 1985). Numaga 33 (1986), blz. 1-10.
- Fibulae uit Maurik. Rijksmuseum van Oudheden, Leiden 1986.
- Ausgrabungen in Woerden (1975–1982), Studien zu den Militärgrenzen Roms III. 13. Internationaler Limeskongress, Aalen 1983. Forschungen und Berichte zur Vor- und Frühgeschichte in Baden-Württemberg 20, 1986, S. 169–174.
- Een Romeins schip te Woerden. Bij HR Reinders (red.): Raakvlakken tussen Scheeparcheologie, Maritieme Geschiedenis en Scheepsbouwkunde. Lelystad, 1987, pp. 25–28.
- Neues aus Noviomagus, Archäologisches Korrespondenzblatt, Band 20, 1990, S. 193–200 (PDF; 890 KB).
- met Allard W. Mees en Marinus Polak: Über Töpfer und Fabriken verzierter Terra-Sigillata des Ersten Jahrhunderts, Archäologisches Korrespondenzblatt, 21 (1991), nummer 1, p. 79-91.
- Castra und Canabae. Ausgrabungen auf dem Hunerberg in Nijmegen, 1987–1994. Katholieke Universiteit, Nijmegen 1995.
- Das Römerschiff von Woerden (Zuid-Holland, Niederlande). DEGUWA-Rundbrief, 11, 1996, S. 9–13.
- Een romeins graanschip in Woerden. In Jaarboek Oud-Utrecht, 1997, ISSN 0923-7046, blz. 67-96.
- Die Canabae der Legio X Gemina in Nijmegen. Jahresbericht Gesellschaft Pro Vindonissa (1997), ISSN 0072-4270, S. 33–40, (auch digitalisiert als Word-Dokument).
- met Willem JH Willems: Recent research on the limes in the Netherlands Journal of Roman Archaeology 12 (1999), S. 247–262.
- Die wirtschaftliche Bedeutung des Nijmegener Legionslagers und seiner Canabae, Thomas Grünewald (Hrsg.): Germania inferior. Besiedlung, Gesellschaft und Wirtschaft an der Grenze der römisch-germanischen Welt (= Reallexikon der Germanischen Altertumskunde, Ergänzungsband 28). De Gruyter, 2000, ISBN 978-3-11-016969-0, S. 464–479.
- Woerden Laurium. Een eerste inventarisatie van de opgravingen in de binnenstad. KUN afd. Provinciaal-Romeinse archeologie, Nijmegen 1998.
- Traian und die Hilfstruppen am Niederrhein. Ein Militärdiplom des Jahres 98 n. Chr. aus Elst in der Over-Betuwe (Niederlande). Saalburg-Jahrbuch 50 (2000), S. 31–72.
- met Harry van Enckevort en Jan Thijssen: Nijmegen. Legerplaats en stad in het achterland van de Romeinse limes. Uitgeverij Uniepers Abcoude, Mijmegen 2000.
- Die früheste Belegung des Hunerberges in Nijmegen, P.W.M. Freeman et al. (Hrsg.): Limes XVIII, Proceedings of the XVIIIth International Congress of Roman Frontier Studies held in Amman, Jordan (September 2000). Oxford 2002, S. 403–414.

## Verwijzingen
1. ↑  Jan Kees Haalebos: Enkele vuurstolpen uit Alkmaar en omgeving. Westerheem, Tweemaandelijks Orgaan van de Archaeologische Werkgemeenschap voor Westelijk Nederland, Vol. 8, Iss. 9-10 (1959), S. 85-88.
2. 1 2  Jan Kees Haalebos: Zwammerdam – Nigrum Pullum. Ein Auxiliarkastell am Niedergermanischen Limes. Universiteit van Amsterdam, Subfaculteit der Pre- en Protohistorie, Amsterdam 1977.
3. ↑  Marinus Polak: Jan Kees Haalebos. Hilversum 9 juli 1942 - Nijmegen 6 maart 2001, Jaarboek van de Maatschappij der Nederlandse Letterkunde (2001), S. 90, (auch digitalisiert auf dbnl.org, digitale bibliotheek voor de Nederlandse letteren, (niederländisch), abgerufen am 5. Mai 2018). Gearchiveerd op 14 november 2022.
4. 1 2 3 4  Nachruf auf Jan Kees Haalebos, Thomas von Grünewald und Sandra Seibel (Hrsg.): Kontinuität und Diskontinuität. Germania inferior am Beginn und am Ende der römischen Herrschaft. Beiträge des deutsch-niederländischen Kolloquiums in der Katholieke Universiteit Nijmegen (27. bis 30.06. 2001). Reallexikon der Germanischen Altertumskunde, Ergänzungsband 35, De Gruyter, Berlin und Boston 2003, S. 9f.
5. ↑  Julianus Egidius Bogaers und Jan Kees Haalebos: Op zoek naar een castellum in Woerden. In Spiegel Historiael, Vol. 18, ISSN 0038-7487, S. 302–309.
6. ↑  Julianus Egidius Bogaers und Jan Kees Haalebos: Opgravingen te Woerden in 1983, Heemtijdinghen 20, 1984, S. 49–50.
7. ↑  Julianus Egidius Bogaers und Jan Kees Haalebos: Opgravingen in Woerden in 1984, Heemtijdinghen 22, 1986, S. 24–27. Auch erschienen in: Holland 18, 1986, S. 321–322.
8. ↑  Marinus Polak: Jan Kees Haalebos. Hilversum 9 juli 1942 - Nijmegen 6 maart 2001, Jaarboek van de Maatschappij der Nederlandse Letterkunde (2001), S. 93., (auch digitalisiert auf dbnl.org, digitale bibliotheek voor de Nederlandse letteren, (niederländisch), abgerufen am 5. Mai 2018). Gearchiveerd op 14 november 2022.
9. ↑  Jan kees Haalebos: Neues aus Noviomagus, Archäologisches Korrespondenzblatt, Band 20, 1990, S. 193–200 (PDF; 890 KB).
10. ↑  Jan Kees Haalebos: Castra und Canabae. Ausgrabungen auf dem Hunerberg in Nijmegen, 1987-1994. Katholieke Universiteit, Nijmegen 1995.
11. ↑  Jan Kees Haalebos: Die Canabae der Legio X Gemina in Nijmegen. Jahresbericht Gesellschaft Pro Vindonissa (1997), ISSN 0072-4270, S. 33-40, (auch digitalisiert als Word-Dokument). Gearchiveerd op 15 oktober 2018.
12. ↑  Jan Kees Haalebos: Die wirtschaftliche Bedeutung des Nijmegener Legionslagers und seiner Canabae, Thomas Grünewald (Hrsg.): Germania inferior. Besiedlung, Gesellschaft und Wirtschaft an der Grenze der römisch-germanischen Welt (= Reallexikon der Germanischen Altertumskunde, Ergänzungsband 28). De Gruyter, 2000, ISBN 978-3-11-016969-0, S. 464–479.
13. 1 2  Marinus Polak: Jan Kees Haalebos. Hilversum 9 juli 1942 - Nijmegen 6 maart 2001, Jaarboek van de Maatschappij der Nederlandse Letterkunde (2001), S. 90-94, (auch digitalisiert auf dbnl.org, digitale bibliotheek voor de Nederlandse letteren, (niederländisch), abgerufen am 5. Mai 2018). Gearchiveerd op 14 november 2022.